# Amachal
Albums de Toumast
Ishumar
Amachal est le second album du groupe Toumast sorti le 26 octobre 2009 sur le label Village Vert - Green United Music.

## Liste des titres
1. Ibliss - 4 min 29 s
2. Hair-Tombouktou - 4 min 07 s
3. Azaman - 2 min 41 s
4. Timhrithin - 4 min 02 s
5. Awala Ounhoun de Tarbiyat - 5 min 58 s
6. Akal Daalin - 4 min 06 s
7. Nimanghran - 3 min 51 s
8. Baba - 4 min 49 s
9. Aitma - 4 min 12 s
10. Arawen - 3 min 43 s
11. Ami - 3 min 35 s
12. You Got Me Floatin'  de Jimi Hendrix - 3 min 28 s
13. Tezartekma - 6 min 19 s

## Formation
- Moussa Ag Keyna : guitare et chant
- Aminatou Goumar : chant